# Risin und Kellingin

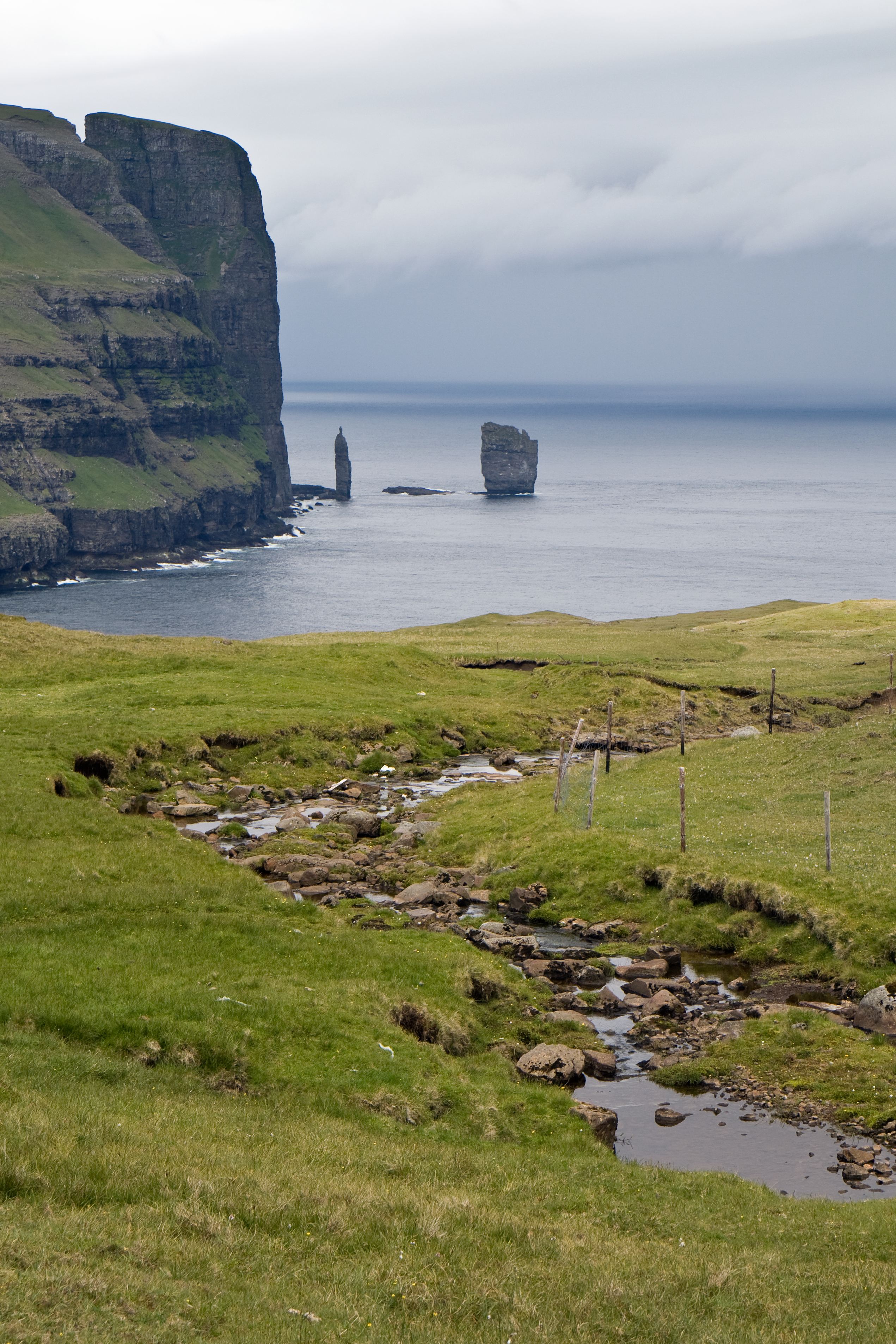
Risin und Kellingin

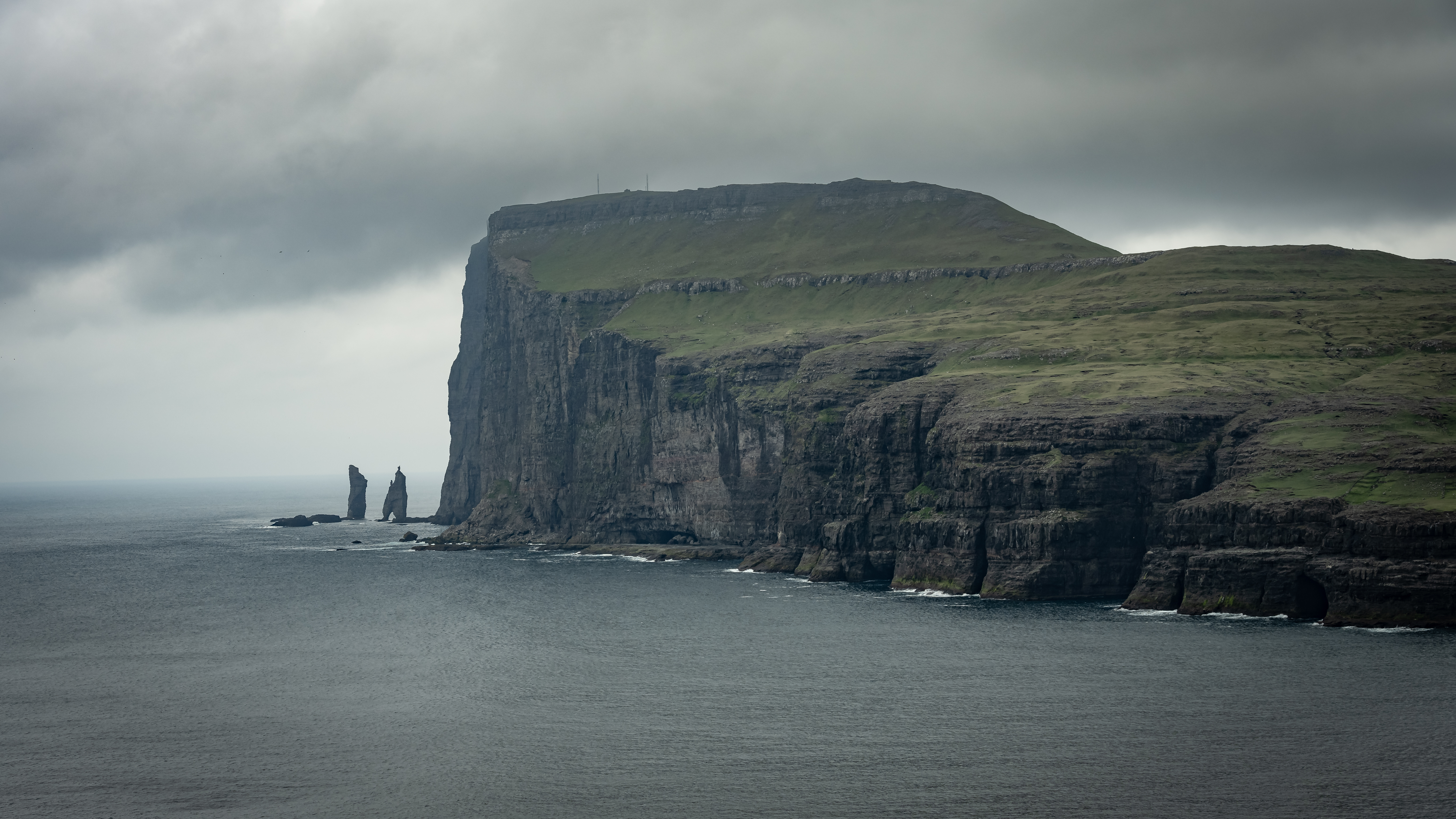
Ansicht von Tjörnuvik

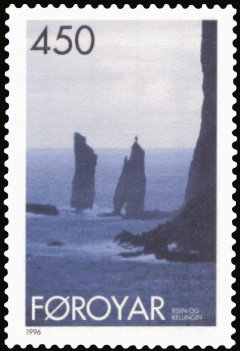
Risin und Kellingin, die versteinerten Riesen vor den Färöern

Risin og Kellingin [riːsɪn oː ʧɛd̥lɪnʤɪn] (färöisch: „der Riese und das Weib“) sind zwei große Steinsäulen etwa 2 km nördlich von Eiði vor der Nordküste Eysturoys auf den Färöern im Nordatlantik.
Die beiden Brandungspfeiler sind das bekannteste Naturdenkmal der Färöer. Vor der Steilküste an der Nordküste Eysturoys wirken die beiden Basaltsäulen beinahe zierlich, Risin ist aber 71 m und Kellingin 69 m hoch. Die Klippe davor, also das „Festland“, mit dem Berg Eiðiskollur, ist jedoch bis zu 352 m hoch.
Um die beiden Klippen rankt sich eine Sage, die in diversen Versionen von jedem Färinger erzählt werden kann.

## Sage von Risin und Kellingin
Island hatte die Absicht, die einsam im Nordatlantik schwimmenden Färöer zu sich heranzuziehen.
So beauftragte Island einen Riesen und dessen Frau, das Vorhaben zu vollenden. Beide errichten auftragsgemäß den äußersten nordwestlichen Berg Eiðiskollur. Der Riese blieb im Meer stehen, während das Trollweib den Berg erklomm, um die Färöer zusammenzubinden und sie dann dem Riesen auf den Rücken zu schieben. Ihr erster Griff war so kräftig, dass der nördliche Teil des Berges Eiðiskollur sich abspaltete.
Daraufhin versuchte sie das Seil an einer anderen Stelle des Berges zu befestigen. Aber auch das war mit Schwierigkeiten verbunden. Das Bergsockel war fest und die Inseln nicht leicht zu bewegen.
Es wird weiter berichtet, dass sich das Trollweib noch beim Morgengrauen auf dem Berg befand. Sie fürchtete die Tageshelle und deshalb beeilte sie sich, schnell zum Riesen hinunter zu kommen, welcher, noch im Meer stehend, auf sie wartete. Leider hatten sie für die Vorbereitungen zu viel Zeit benötigt, denn im selben Augenblick, als sie sich auf den Rückweg begaben, der Riese voran und hinter ihm das Trollweib, stieg die Sonne in vollen Glanze aus dem Meer empor und versteinerte beide.
Hier stehen sie heute noch und blicken sehnsüchtig ihrer Heimat entgegen, ohne sie wieder erreichen zu können.
Eine seltenere Version lautet wie folgt:
[demnach] soll vor vielen Jahrhunderten hier einmal eine Frau mit ihrem Mann in stetem Unfrieden gelebt haben. Sie hatte einen so bösen, zänkischen Charakter, daß der arme Ehemann zeitlebens nicht zur Ruhe kommen konnte, bis schließlich ein Gott sich dieser unglücklichen Familie erbarmte und Mann, Frau und Kind in Gestalt zweier Felsen zu Stein werden ließ. So ragen sie noch heute als Mahnmal gegen Unfrieden und Bosheit wie vor Jahrhunderten in den weiten nordischen Himmel.

## Drohendes Ende von Kellingin?
Färöische Geologen schätzen, dass Kellingin, die auf zwei Beinen steht, irgendwann in den nächsten Jahrzehnten bei einem der Winterstürme ins Meer stürzen wird. Schon Anfang des 20. Jahrhunderts ist von Kellingin der „dicke Bauch“ abgebrochen.

## Anfahrt
Den besten Blick aus der typischen Perspektive der meisten Fotografen hat man von Tjørnuvík auf Streymoy. Der dortige Sandstrand bildet einen passenden Vordergrund zu der schroffen Küste Eysturoys im Osten.
Eine andere Möglichkeit ist der Blick von oben auf die andere Seite der beiden Basaltsäulen auf dem Weg von Eiði nach Gjógv im Norden Eysturoys, wo man auch am höchsten Berg der Inseln, dem Slættaratindur, vorbeikommt. Von dieser Seite haben die beiden Klippen einen erheblich anderen Umriss.
Wer mit der Norröna aus Island kommt, wird bei guter Sicht von den beiden Felsnadeln „begrüßt“.